# Marie Sirois
Ne doit pas être confondu avec Marie Sirois diplômée de l'Université Laval
Marie Sirois ou Maggie Sirois (née à Sainte-Anne-de-La-Pocatière le 2 septembre 1865 et décédée à Montréal le 18 janvier 1920), erronément connue comme Marie-Louise Sirois, était une athlète canadienne-française considérée, à son époque, comme étant la femme la plus forte du monde.

## Biographie
Marie Sirois est née en 1865 à Sainte-Anne-de-La-Pocatière du mariage d'Arthémise Lévesque (1846-1904) et de Prudent Sirois (1836-1907). En 1882, elle émigre avec sa famille en Nouvelle-Angleterre aux États-Unis où les possibilités d'emploi sont plus nombreuses. Comme beaucoup de Canadiens-français exilés, elle adopte un prénom à consonance anglaise, celui de Maggie. Elle épouse un athlète originaire du Québec, Henri Cloutier (1862-1925), à Nashua au New Hampshire le 19 mai 1884. De cette union naissent Dora (1885-1911) et Doria Cloutier (1887-1952) de même que deux garçons décédés en bas âge.   
Dès l'âge de 17 ans, on raconte que sa force lui permet de soulever à plusieurs reprises un baril de 243 livres (lb) à la hauteur d'un comptoir,. C'est dans le gymnase de son mari ouvert à Salem au début des années 1890 que la puissance de sa force est mise au jour. En effet, à l'âge de 25 ans, elle réussit à soulever d'une seule main un plateau sur lequel sont rassemblés des haltères totalisant un poids de 400 lb. Elle remporte des défis lancés aux athlètes masculins qui s'entraînent dans le gymnase où elle commence elle-même un entraînement.   
À compter de 1895, elle se produit dans des épreuves de force où elle soulève 235 kilos d'une main et supporte 645 kilos sur son dos. Elle se produit également avec la troupe d'Hector Décarie (1880-1954) avec d'autres acteurs et athlètes, ainsi que son mari et leurs deux filles.   
Parmi ses exploits, elle a emprunté à Louis Cyr, qu'elle aurait mis au défi sans que la rencontre se concrétise, celui de retenir deux chevaux allant de directions opposées; un tour qu'elle a aussi modernisé en utilisant deux voitures en 1910,.